# Rhinopodisma eminifrontus
Rhinopodisma eminifrontus is een rechtvleugelig insect uit de familie Dericorythidae. De wetenschappelijke naam van deze soort is voor het eerst geldig gepubliceerd in 1981 door Huang.